# Luisa Banti
Luisa Banti (Florència, Itàlia, 13 de juliol de 1894 - Roma, 17 de febrer de 1978) va ser una arqueòloga, historiadora de l'art i pedagoga italiana especialitzada en les civilitzacions etrusca i minoica. La seva obra més coneguda és Il mondo degli Etruschi (en català: El món dels etruscs). Publicada per primera vegada el 1960 i traduïda a diversos idiomes, va influir en l'opinió acadèmica durant molts anys i es va convertir en un text clàssic.

## Biografia
Luisa Banti va néixer en el sí d'una família benestant a Florència el 1894, sent la primogènita de sis fills. El seu pare, Guido Banti, va ser un metge destacat i professor de patologia a la Universitat de Florència. Després d'haver heretat la propensió del seu pare a la investigació analítica, va desafiar les expectatives de les dones de la seva època en matricular-se a la Universitat de Florència quan tenia trenta anys, per estudiar filologia i antiguitat clàssica. Va escriure la seva tesi doctoral al jaciment de Luni i la seva tesi postdoctoral sobre el culte als morts a la Roma arcaica. Entre els seus professors hi havia Giacomo Devoto, que la va introduir en l'etruscologia, i Luigi Pernier, que la va formar en arqueologia etrusca.
Va morir el 1978, llegant la seva biblioteca d'uns 930 volums a la Universitat de Florència.

## Trajectòria
Els primers articles de recerca publicats de Banti eren sobre topografia històrica. A la dècada de 1930 va passar els estius a la Missió Arqueològica Italiana a Creta, on va organitzar i escriure sobre artefactes descoberts anteriorment a Festos i Agia Triada. Després de publicar diversos articles sobre la religió minoica, va ser nomenada al Departament d'Història de les Religions de la Universitat de Roma. A la dècada de 1940 també va exercir com a assistent editorial de la revista Bolletino d'Arte i va escriure ressenyes de llibres per a Studi Etruschi i Athenaeum.
Banti va presidir el Departament d'Arqueologia i Història de l'Art Grec i Romà a la Universitat de Pavia des de 1948 fins a 1950, i el Departament d'Estudis Etruscs i Arqueologia Itàlica de la Universitat de Florència de 1950 a 1965. Durant aquest període també va donar classes a universitats estatunidenques, com Columbia i Princeton. De 1965 a 1972 va presidir L'Istituto di Studi Etruschi (l'Institut d'Estudis Etruscs).
L'any 1960, Banti va publicar la primera edició de la que seria la seva obra més coneguda, Il mondo degli Etruschi (El món dels etruscs). Una segona edició es va publicar el 1968, i la primera traducció a l'anglès, The Etruscan Cities and Their Culture, va ser publicada per la Universitat de Califòrnia el 1973. Tot i que es tractava principalment d'un informe arqueològic tècnic, el llibre va oferir la millor visió general de l'art etrusc disponible en aquells temps. Va influir en l'opinió acadèmica durant molts anys i es va convertir en un text clàssic.
Banti va passar els seus últims anys a l'Acadèmia Americana de Roma estudiant al jaciment de Agia Triada.

## Publicacions
En italià:
- "Culto dei morti nella Roma antichissima", Studi italiani di filologia classica, VII, 1929
- Luni, 1937
- I culti minoici e greci di Haghia Triada (Creta), 1941
- Il palazzo minoico di Festo, 1951
- "Problemi della pittura arcaica etrusca: la tomba dei Tori a Tarquinia" in Studi etruschi, vol. XXIV, 1955-1956
- Il mondo degli Etruschi, 1960
- F. Halbherr, E. Stefani, L. Banti, "Haghia Triada nel periodo tardo palaziale" in Annuario della Scuola archeologica italiana di Atene, LV [1977], p. 13.

En anglès:
- Bizzari, Erika. The Etruscan Cities and Their Culture.  University of California Press, 1973. ISBN 9780520019102.